# Ozarba miary
Ozarba miary là một loài bướm đêm trong họ Noctuidae.